# Eddie Kingston
Edward Moore (Yonkers, 12 de dezembro de 1981), mais conhecido pelo seu nome no ringue Eddie Kingston, é um lutador estadunidense de wrestling profissional, que atualmente trabalha para a All Elite Wrestling. Kingston é mais conhecido por trabalhar para empresas como a Chikara, a Combat Zone Wrestling, a Independent Wrestling Association Mid-South, a Pro Wrestling Guerrilla e a Ring of Honor.

## Títulos e prêmios
- American Championship Entertainment
  - ACE Diamond Division Championship (1 vez)[5]

- Chikara
  - Chikara Grand Championship (1 vez, atual)[2]
  - 12 Large: Summit (2011)[2]
  - Torneo Cibernetico (2010)[2]

- Combat Zone Wrestling
  - CZW World Heavyweight Championship (1 vez)[6]
  - CZW World Tag Team Championship (2 vezes) – com Joker (1) e Drake Younger (1)[6][7]

- EGO Pro Wrestling
  - EPW Heavyweight Championship (1 vez)[2]

- Independent Wrestling Association Mid-South
  - IWA Mid-South Heavyweight Championship (1 vez)[8]
  - IWA Mid-South Tag Team Championship (1 vez) – with BlackJack Marciano[2]
  - Revolution Strong Style Tournament (2006)[2]

- Jersey All Pro Wrestling
  - JAPW New Jersey State Championship (1 vez)[9]
  - JAPW Tag Team Championship (1 vez) – com Homicide[10]

- Pro Wrestling Illustrated
  - PWI o colocou na 168ª posição na PWI 500 de 2013[11]

- Top Rope Promotions
  - TRP Heavyweight Championship (1 vez)[2]

- World Star Wrestling Federation
  - WSWF Heavyweight Championship (1 time)[2]

- Outros títulos
  - ICW/ICWA Tex-Arkana Television Championship (1 vez)[2]